# Креси ан Понтје
Креси ан Понтје (фр. Crécy-en-Ponthieu) насеље је и општина у североисточној Француској у региону Пикардија, у департману Сома која припада префектури Абевил.
По подацима из 2011. године у општини је живело 1545 становника, а густина насељености је износила 27,32 становника/km². Општина се простире на површини од 56,55 km². Налази се на средњој надморској висини од 36 метара (максималној 82 m, а минималној 19 m).

## Демографија
| 1962. | 1968. | 1975. | 1982. | 1990. | 1999. | 2011. |
| ----- | ----- | ----- | ----- | ----- | ----- | ----- |
| 1.529 | 1.564 | 1.595 | 1.583 | 1.491 | 1.577 | 1.545 |

График промене броја становника у току последњих година